# أناتولي (اسم)
أناتولي (بالروسية Анатолий) هو اسم ذكر شائع في اللغة الروسية واللغة الأوكرانية. مشتق من الاسم الإغريقي «أناتوليوس» Ανατολιος والذي يعني «شروق الشمس». أما بالفرنسي فهو أناتول. كما أن له بديل في لغات أخرى كـ «أناتوليو».
القديس أناتوليوس، قديس من القرن الثالث من الإسكندرية في مصر.
كان اسم أناتولي أحد أشهر خمسة أسماء للذكور في سانت بطرسبرغ عام 2004. أما في الولايات المتحدة، فيحمل الاسم واحد من كل 35110 أشخاص. أما شهرة الاسم فهي عموماً 28.48 شخص لكل مليون.
من وجهة نظر الإغريق، يعتقد أن اسم أناضول وهي المنطقة الواقعة شرقاً هي من نفس الأصل اللغوي.
- أناتولي أغروفينين (مواليد 1980)، لاعب كرة قدم روسي
- أناتولي ألكساندوفيتش غريشين (مواليد 1986)، لاعب كرة قدم روسي
- أناتولي أسلاموف (مواليد 1953)، مدرب كرة قدم روسي
- أناتولي باكلانوف (مواليد 1980)، لاعب كرة قدم روسي
- أناتولي بالالويف (مواليد 1976)، لاعب كرة قدم روسي
- أناتولي باشاشكين (1924–2002)، لاعب كرة قدم روسي
- أناتولي بيلياكوف (مواليد 1992)، لاعب كرة قدم روسي
- أناتولي بلاغونرافوف (1895–1975)، فيزيائي
- أناتولي بوغدانوف (مواليد 1981)، لاعب كرة قدم روسي
- أناتولي بوكرييف (1958–1997)، متسلق روسي
- أناتولي بوغورسكي (مواليد 1942)، عالم روسي
- أناتولي بولاكوف (1930–1994)، ملاكم سوفياتي
- أناتولي بولغاكوف، (مواليد 1979)، لاعب كرة قدم روسي
- أناتولي Butov (مواليد 1989)، لاعب كرة قدم روسي
- أناتولي دافيدوف (مواليد 1953)، مدرب كرة قدم روسي
- أناتولي ديميترييف (مواليد 1991)، لاعب كرة قدم روسي
- أناتولي دوبرينين (1919–2010)، سياسي روسي
- أناتولي دروغا، لاعب جودو أوكراني
- أناتولي دياتلوف (1931–1995)، مهندس نووي روسي، كان نائباً للرئيس في فترة حدوث كارثة تشيرنوبيل عام 1986
- أناتولي إيفيموف (1897–1981)، فنان روسي
- أناتولي فيدوتوف (مواليد 1966)، لاعب هوكي جليد سوفياتي
- أناتولي فيديوكين (مواليد 1952)، لاعب كرة يد روسي
- أناتولي فيليبتشنكو (مواليد 1928)، رائد فضاء روسي
- أناتولي فيرسوف (1941–2000)، لاعب هوكي جليد روسي
- أناتولي فومينكو (مواليد 1945)، رياضياتي روسي
- أناتولي إيفانيشين (مواليد 1969)، رائد فضاء روسي
- أناطولي كاربوف (مواليد 1951)، لاعب شطرنج أستاذ روسي
- أناتولي بابانوف (1922-1987) ممثل سوفياتي
- أناتولي راسكازوف (مواليد 1960) فنان ومصور روسي
- أناتولي سولونيتسين (1934–1982)، ممثل روسي
- أناتولي ستيسل (1848–1915)، قائد عسكري روسي
- أناتولي تيموشوك (مواليد 1979)، لاعب كرة قدم أوكراني